# Gambijski wolof (jezik)
Gambijski wolof jezik (ISO 639-3: wof), jedan od wolofskih jezika, šira senegambijska skupina, nigersko-kongoanska porodica, kojim govori oko 185 000 Wolofa (2006) na južnoj obali rijeke Gambia u Gambiji.
Wolofsku podkupinu čini zajedno s jezikom wolof [wol]; pismo latinica.

## Vanjske poveznice
- Ethnologue (14th)
- Ethnologue (15th)